# Pimpinella brachycarpa
Pimpinella brachycarpa còn gọi là chamnamul là một loài thực vật có hoa trong họ Hoa tán. Loài này được (Kom.) Nakai miêu tả khoa học đầu tiên năm 1909.